# Dream "A" live
Dream "A"live是嵐的第10枚專輯，第8枚原創專輯。於2008年4月23日發行。唱片公司為J Storm。

## 解說
- 與前作相距僅僅9個月。收錄了單曲《Happiness》《Step and Go》。
- 初回限定盤中收錄五人各自的Solo曲，通常盤追加收錄Bonus Track《Once Again》。
- 對嵐而言，是罕見的在夏天以外發售的原創專輯。上一次已是出道專輯的事了。
- 承接前作，取得日本公信榜專輯榜1位，突破20萬枚的初動銷量，為自身第2高。另外亦於公信榜年度專輯榜取得30位，是2008年發售的傑尼斯藝人的專輯中的最高位。
- 「Dream」及「Alive」為分別由松本及櫻井提出。將兩者結合，就成為了標題的《Dream"A"live》。

## 收錄曲
1. theme of  Dream "A"live
（作曲・編曲：ha-j）
純音樂
2. Move your body
（作詞：HYDRANT　Rap詞：櫻井翔　作曲：Mike Rose　編曲：ha-j）
3. Happiness
（作詞：Wonderland　作曲：岡田實音　編曲：北川吟）
20th單曲
TBS日劇《貧窮貴公子》主題曲
4. 彩虹的彼方
（作詞：三浦智一　Rap詞：櫻井翔　作曲：吉川慶　編曲：鈴木雅也）
5. Do my best
（作詞・作曲：youth case　編曲：北川吟）
  - NHK『グッと!スポーツ』的主題曲
6. 天狼星
（作詞：UNITe　作曲：小林建樹　編曲：石塚知生）
7. Flashback
（作詞：小川貴史　Rap詞：櫻井翔　作曲：今井晶規　編曲：安部潤）
8. Dive into the future
（作詞：UNITe　作曲：Mattias Hakansson、Carl Utbult,Anton Malmberg　編曲：岩田雅之）
9. 聲音
（作詞：小川貴史　作曲：多田慎也　編曲：NAOKI-T）
10. My Answer
（作詞・作曲・編曲：笹本安詞　Rap詞：櫻井翔）
11. Life goes on
（作詞：多田慎也　作曲・編曲：岩田雅之）
12. Step and Go
（作詞：Wonderland　Rap詞：櫻井翔　作曲：youth case　編曲：吉岡拓）
21st單曲
13. YOUR SONG
(作詞・作曲：杉山勝彦　編曲：高橋哲也）
14. Once Again
（作詞：Wonderland　Rap詞：櫻井翔　作曲：Alfred Tuohey、Thanh Bui　編曲：CHOKKAKU）
通常盤追加收錄

### 初回限定版特典
1. Hello Goodbye
（作詞・作曲：100+　編曲：石塚知生）
相葉雅紀 solo
2. Gimmick Game
（作詞・作曲：二宮和也　編曲：ISB、二宮和也）
二宮和也 solo
3. Take me faraway
（作詞・作曲・編曲：R.P.P.）
大野智 solo
4. Naked
（作詞：潤、廣田由佳　作曲・編曲：吉岡拓）
松本潤 solo
5. Hip Pop Boogie
（Lyric：櫻井翔　Track making：COUNT FORCE）
櫻井翔 solo